# Енріке II
Енрі́ке II (ісп. Enrique II, 13 січня 1334 — 29 травня 1379) — король Кастилії (1366—1367, 1369—1379). Представник кастильської Бургундської династії, засновник Трастамарського дому. Позашлюбний син кастильського короля Альфонсо XI. Зведений брат Педро I. Усе життя провів у боротьбі за владу, одним з перших іспанських королів розпочав антиєврейську політику. Також — Енрі́ке Трастама́рський (ісп. Enrique de Trastámara). Прізвиська — Милосе́рдний (ісп. el de las Mercedes), Братовби́вця (ісп. el Fratricida).

## Біографія

### Боротьба за владу
Позашлюбний син Альфонсо XI, короля Кастилії і Леону, та Леонори Гусман. При народженні 1334 року він отримав титул графа Трастамара, сеньйора Нореньї та Жірон.
У 1350 році відбувся арешт матері, самого Енріке і його брата Фадріке. Але невдовзі останні були помилуванні. У 1352 році скориставшись конфліктом короля з Францією, Енріке з братами Фадріке і Тельо й Хуаном де Альбукерке очолив повстання проти короля Педро I в Астурії. Боротьба тривала з перемінним успіхом. У 1353 році Енріке зазнав поразки. У 1354 році знову вдерся з Португалії до Сьюдад-Родріго. У 1358 році брати зазнали поразки біля Толедо, у 1359 році було страчено матір і братів Енріке — Хуана, Педро та Фадріке. Сам Енріке у 1358 році втік до Франції.
У 1360 році Енріке Трастамара вдерся до Кастилії. Значна частина знаті перейшла на його бік. Енріке зумів отримати підтримку від королівства Арагон. Але у 1363—1364 роках Енріке та його союзники зазнали нищівних поразок.
Наприкінці 1365 року Енріке Трастамара, отримавши війська з Франції на чолі з Бертраном дю Гекленом та Жаном Бурбоном, графом де Ла Марш, в союзі з Педро IV, королем Арагону, рушив на короля Педро I, змусивши того тікати до Байонни. 16 березня 1366 року у м. Калаорре відбулася коронація Енріке. Проте незабаром між союзниками почалися розбіжності. Педро IV Арагонський зажадав від короля Кастилії повернення Мурсії. Енріке відмовився дотримуватись угоди, і союз розпався.
Тим часом Педро I повернувся до Кастилії при підтримці англійського війська на чолі із принцом Едуардом «Чорним принцом». 3 квітня 1367 року у битві при Нахері війська Педро I та «Чорного принца» розбили армію Енріке Трастамара. Втім Педро I не виконав зобов'язання перед Едуардом «Чорним принцом», й той залишив короля Кастилії.
В цей момент знову вдерся до Кастилії Енріке Трастамара й у 1369 році взяв Педро I в облогу у замку Монтьєль. Проте вороги не зуміли захопити цю фортецю. Тоді, ввівши в оману Педро I, дю Геклен виманив з фортеці, а Енріке Трастамара влаштував братові засідку й зрадливо наказав вбити Педро I (за іншими відомостями зробив це власноруч).

### Король

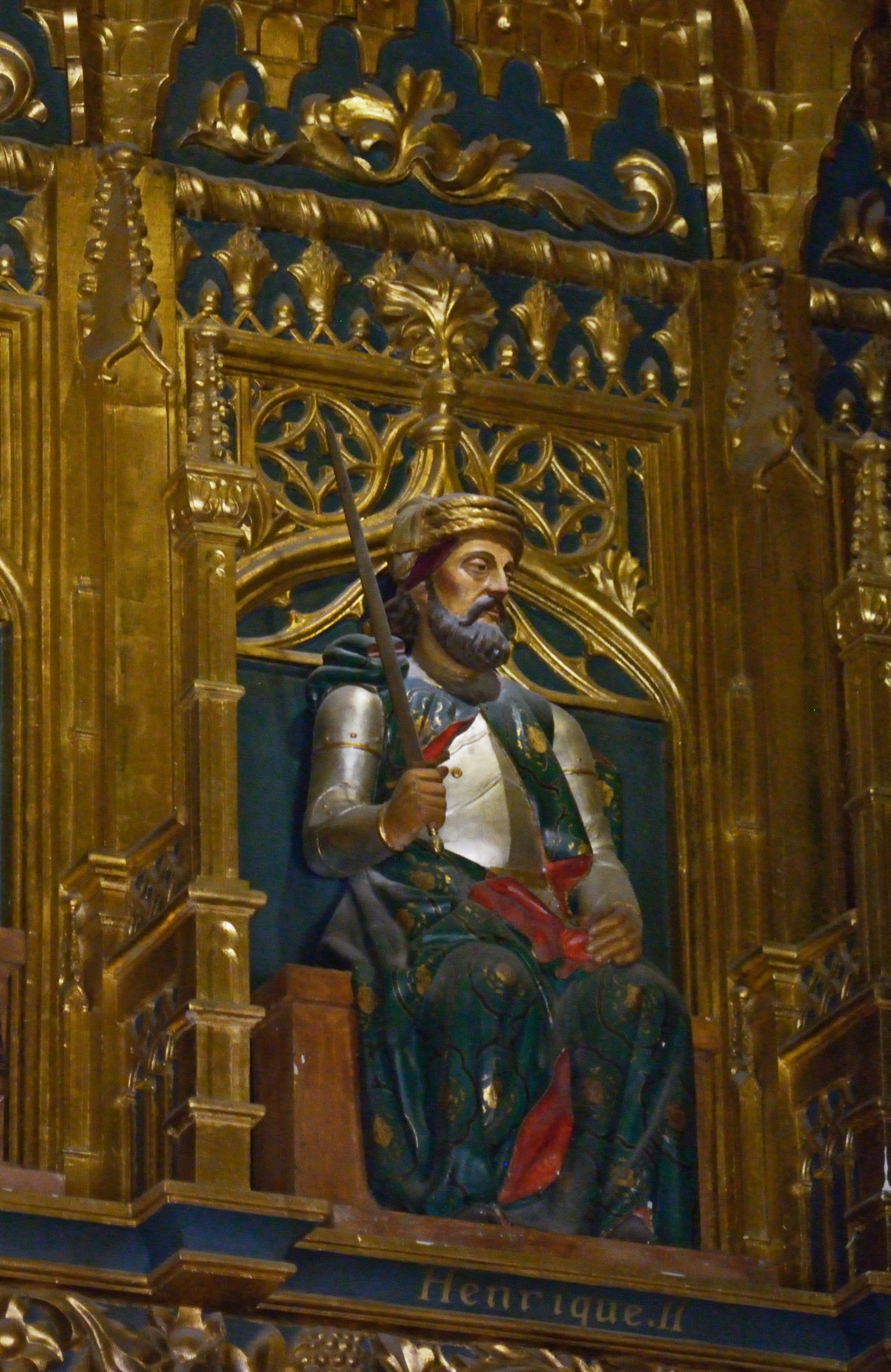
Зображення Енріке II на фризі Королівської зали в Алькасарі Сеговії

У 1369 році відбулася коронація в Бургосі. Незабаром, у 1370 році, помер брат короля — бездітний Тельо де Біскайя, і Енріке I прибрав до рук його володіння.
Енріке I Трастамара не відразу було визнано королем Кастилії і Леону. Фернанду I, король Португалії, небіж Педро I, напав на Галісію. Педро IV Арагонський вдерся до Кастилії зі сходу. Їх союзник Мухаммед V, емір Гранади, захопив Альхесірас, а Джон Гонт, герцог Ланкастер, зять Педро I, проголосив себе королем Кастилії, але затримався в Англії. Останній вдерся до Кастилії лише у 1371 році. У відповідь Енріке I відправив кастильський флот на підтримку Карла V, короля Франції, який 1372 року завдав поразки англійцям біля Ла-Рошелі.
У важкій ситуації Енріке I діяв дуже обачно. Спочатку домігся прийняття кортесами рішення щодо анулювання права Хуана, сина Педро I, на корону Кастилії та Леону. Потім король уклав союз з Францією.
Скориставшись скарбами Педро I, що потрапили йому до рук, він найняв армію і у 1372 році вдерся до Португалії. Там він захопив Візеу і взяв в облогу Коїмбру, але, дізнавшись, що в місті знаходиться вагітна португальська королева, з лицарської люб'язністю відступив від міста. На його бік перейшли багато португальських грандів, які не любили Фернанду I. Зайнявши значну частину Португалії, в 1373 році Енріке I запропонував Фернанду I укласти мирний договір і приєднання до кастильсько-французького союзу проти Арагону, що й було оформлено Договором у Сантарені 1374 року. Того ж року відставив війська для Людовика I, герцога Анжуйського, для захоплення важливого міста Байонни. З моря здійснював облогу кастильський флот. Але усі зусилля були марними.
Педро IV, король Арагону, зайнятий також на війні з Генуєю за Сардинію, перед потугою цією коаліції був змушений укласти мир і повернути Кастилії всі захоплені раніше землі за угодою в Альмасані 1375 року. Водночас укладено династичний шлюб між Кастилією та Арагоном.
В результаті у нього залишився лише один ворог — королівство Наварра. Енріке I запропонував королю відшкодувати гроші, витрачені ним на зміцнення Логроньо і Віторії, і тим самим 1378 року схилив до укладання мирного договору.
Тим самим король замирився з усіма зовнішніми ворогами, зберігши усі землі своєї держави. Втім, згорнув централізаторську політику свого попередника, бажаючи прив'язати знать до своєї династії, він щедро роздавав їм коронні маєтки, чим поставив його наступників в скрутне становище.
Водночас першим започаткував антиєврейську політику. За наполяганням короля кортеси в Торо 1369 року і Бургосі 1374 та 1377 років було прийнято дискримінаційні закони, якими наказано євреям носити принизливий знак, заборонено використовувати християнські імена, християни-боржники мали право погасити 2/3 основної суми кредити взятої у єврея-лихваря. Незадовго до своєї смерті Енріке I заборонив євреям обіймати державні посади.
Помер у 1379 році. Поховано у кафедральному соборі Толедо. Владу успадкував його син Хуан.

## Сім'я
- Батько: Альфонсо XI (1311—1350), король Кастилії (1312—1350)
- Дружина — Хуана де Лара
- Діти:
  - Хуан I (1358—1390), король Кастилії (1379—1390)
  - Хуана (1367—1374)
  - Леонор (1361—1425), дружина Карла III, короля Наварри

13 бастардів.